# Жаберные тычинки
Жаберные тычинки — выросты, располагающиеся на внутренней стороне жаберных дуг у рыб, размещённые противоположно жаберным лепесткам. Преимущественно однорядные и двурядные. Собой они окаймляют глоточную полость рыбы. Количество тычинок считают на первой дуге, расположенной сразу под жаберной крышкой. Жаберные тычинки служат для фильтрации пищи, попадающей в ротовую полость рыбы, и одновременно защищают жабры от загрязнения. Строение тычиночного аппарата определяет характер питания рыб: у хищников они редкие, короткие, заостренной формы; у планктофагов — длинные, густые, тонкие, могут образовывать собой своего рода фильтр, в особенности такую функцию жаберные тычинки выполняют у ряда видов толстолобиков.
Пища не может проникнуть наружу между жаберными дугами благодаря плотно стоящим тонким жаберным тычинкам с их боковыми зубчиками, которые пропускают только лишь воду. Благодаря этому пища вталкивается между глоточными зубами, которые раздавливают собой более грубые части, и попадает в пищевод. В то же время вода выходит наружу через жаберную щель, которая открывается под её напором. Сразу же после этого происходит закрытие жаберной щели, а бахромка жаберной крышки под давлением внешней воды плотно прилегает к телу.
У рыб, питающихся планктоном,й жаберный аппарат устроен так, что он предназначен для процеживания воды и удерживания из неё мелких организмов. Жаберные тычинки у них тонкие, нежные, длинные. Например, у толстолобика, питающегося фитопланктоном, жаберные тычинки характеризуются наличием поперечных перегородок. Тем самым образуется «сеточка», благодаря которой рыба может отцеживать пищу.